# Paepalanthus vaginans
Paepalanthus vaginans är en gräsväxtart som beskrevs av Silveira. Paepalanthus vaginans ingår i släktet Paepalanthus och familjen Eriocaulaceae. Inga underarter finns listade i Catalogue of Life.